# Fort Saint-Jean (Louisiane française)
Pour les articles homonymes, voir Fort Saint-Jean.
 (novembre 2023).
Si vous disposez d'ouvrages ou d'articles de référence ou si vous connaissez des sites web de qualité traitant du thème abordé ici, merci de compléter l'article en donnant les références utiles à sa vérifiabilité et en les liant à la section « Notes et références ».
Le fort Saint-Jean, (en anglais : Fort Saint-John), dénommé également Spanish fort, est un poste de traite fortifié établi en 1701 par les Français, à la confluence du bayou Saint-Jean et du lac Pontchartrain au nord de la cité coloniale de La Nouvelle-Orléans. Cet ancien fort, situé dans les faubourgs de La Nouvelle-Orléans, est devenu le lieu d'un parc d'attractions.

## Historique
En 1690, les explorateurs français et coureurs des bois canadiens français arpentent ce territoire situé près de l'embouchure du fleuve Mississippi. Le négoce de la fourrure avec les Amérindiens attirent de nombreux trappeurs et colons qui édifient un campement à la fin du XVIIe siècle.
En 1701, ce campement est fortifié par des palissades en bois sous le nom de Fort Saint-Jean. Un détachement de soldats y garde cet endroit stratégique qui permet la circulation des biens et des personnes sur le bayou Saint-Jean qui communique depuis La Nouvelle-Orléans jusqu'au lac Pontchartrain.
En 1763, la Louisiane française passe sous le contrôle de la puissance espagnole. 
En 1779, les autorités espagnoles renforcent le vieux fort français en briques et le baptisent San Juan del Bayou (Bayou Saint-Jean). 
En 1800 la Louisiane revient sous le giron de la France, mais en 1803, Napoléon Ier, vend la Louisiane aux États-Unis.
En 1808, débute la restauration des ruines du fort Saint-Jean.
En 1823, le fort est classé par les autorités américaines sous les noms de Spanish fort ou Old spanish fort ou encore Fort Saint-Jean ou Fort Saint-John.
À la fin du XIXe siècle, les restes du vieux fort fut racheté par une société privée et devint un parc d'attractions.

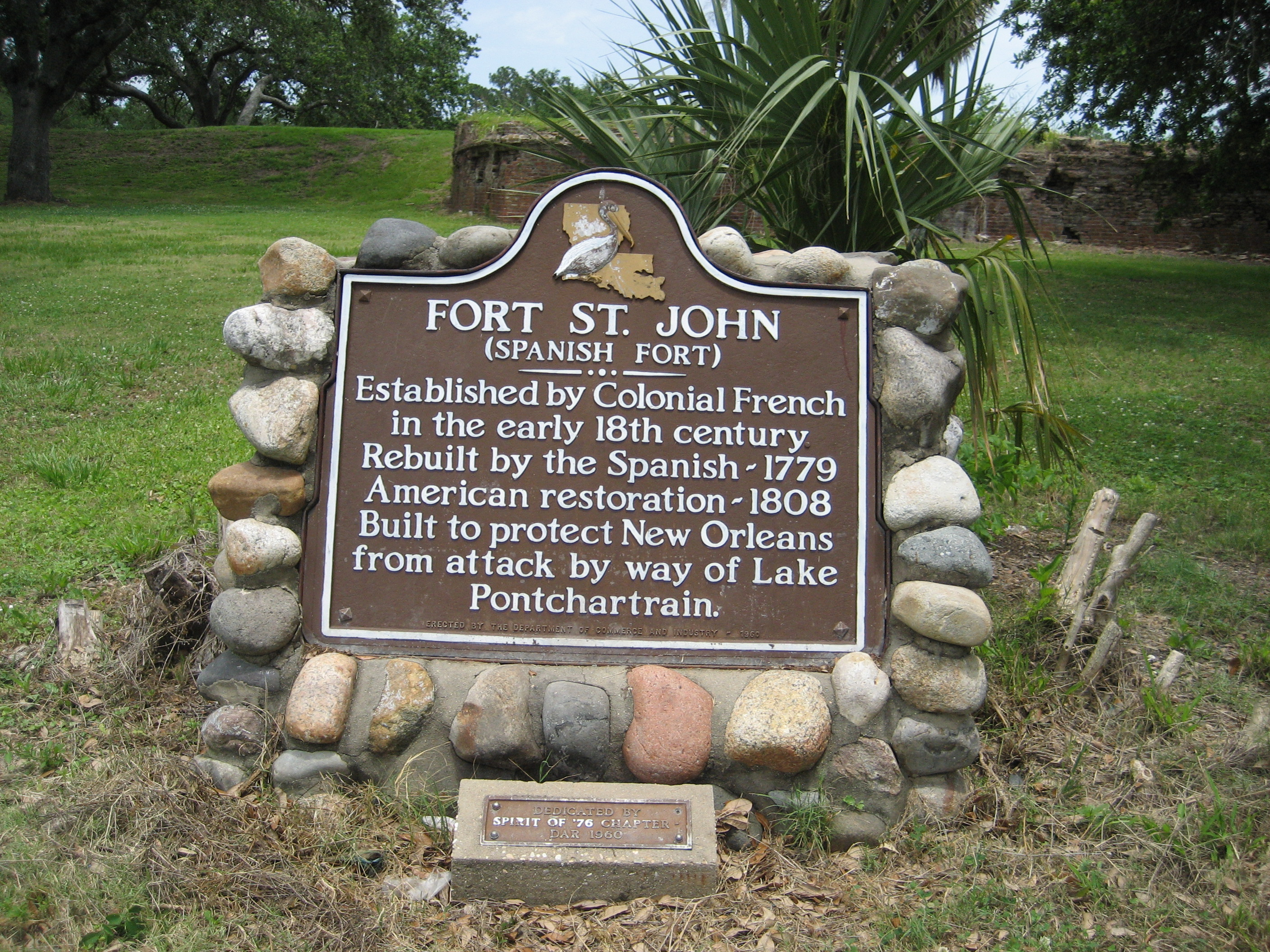
Plaque signalétique du Fort Saint-John (Fort Saint-Jean)
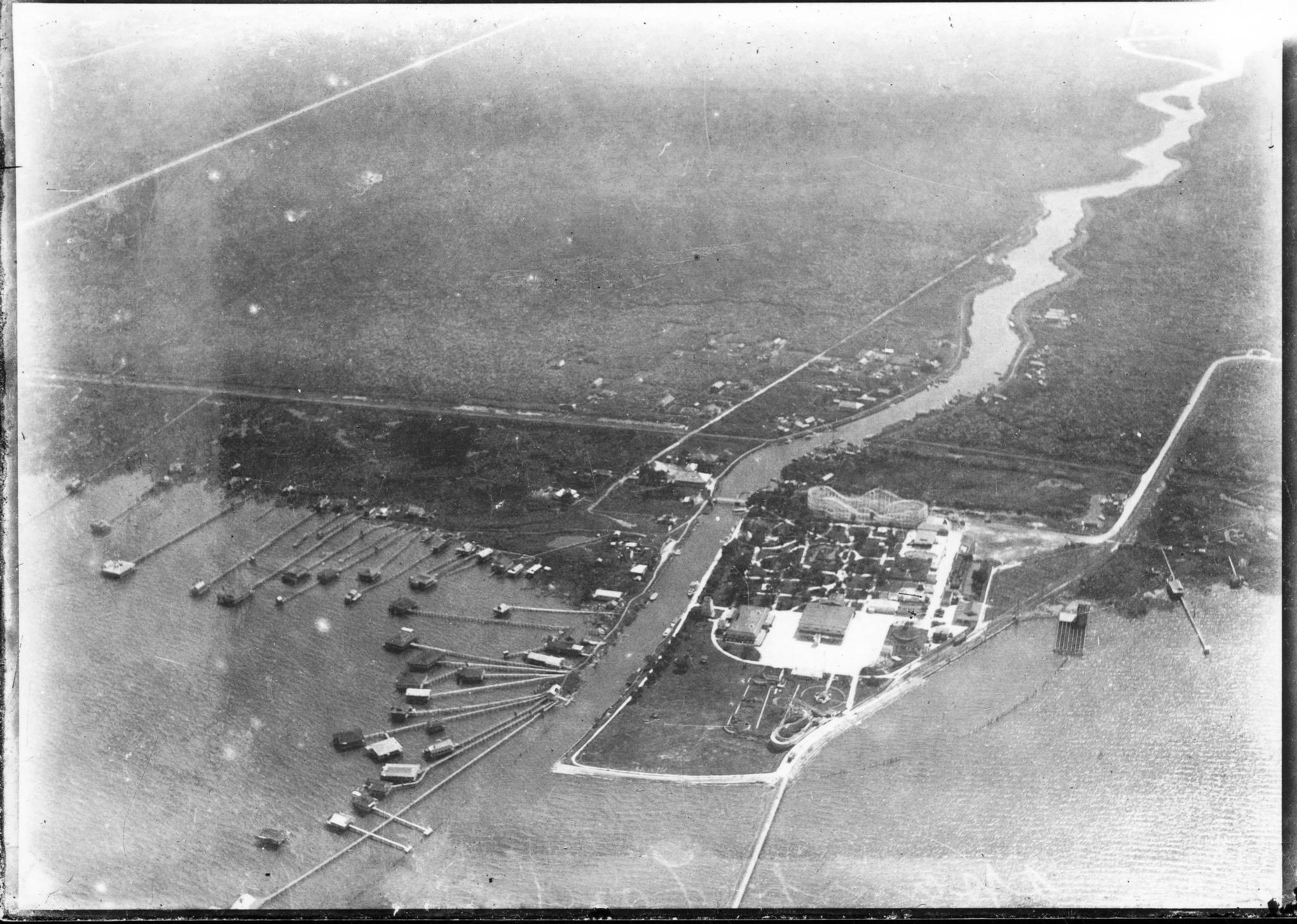
Vue aérienne du fort Saint-Jean à la confluence du bayou Saint-Jean et du lac Pontchartrain en 1922